# Lindau
Pour les articles homonymes, voir Lindau (homonymie).
 (août 2015).
Si vous disposez d'ouvrages ou d'articles de référence ou si vous connaissez des sites web de qualité traitant du thème abordé ici, merci de compléter l'article en donnant les références utiles à sa vérifiabilité et en les liant à la section « Notes et références ».
Lindau est une ville de Bavière, en Allemagne. Elle est la capitale de l'arrondissement de Lindau. La ville se trouve au bord de l’Obersee, le « haut-lac » du lac de Constance, sur sa côte orientale, à la rencontre des frontières allemande, autrichienne et suisse.

## Géographie

### Situation

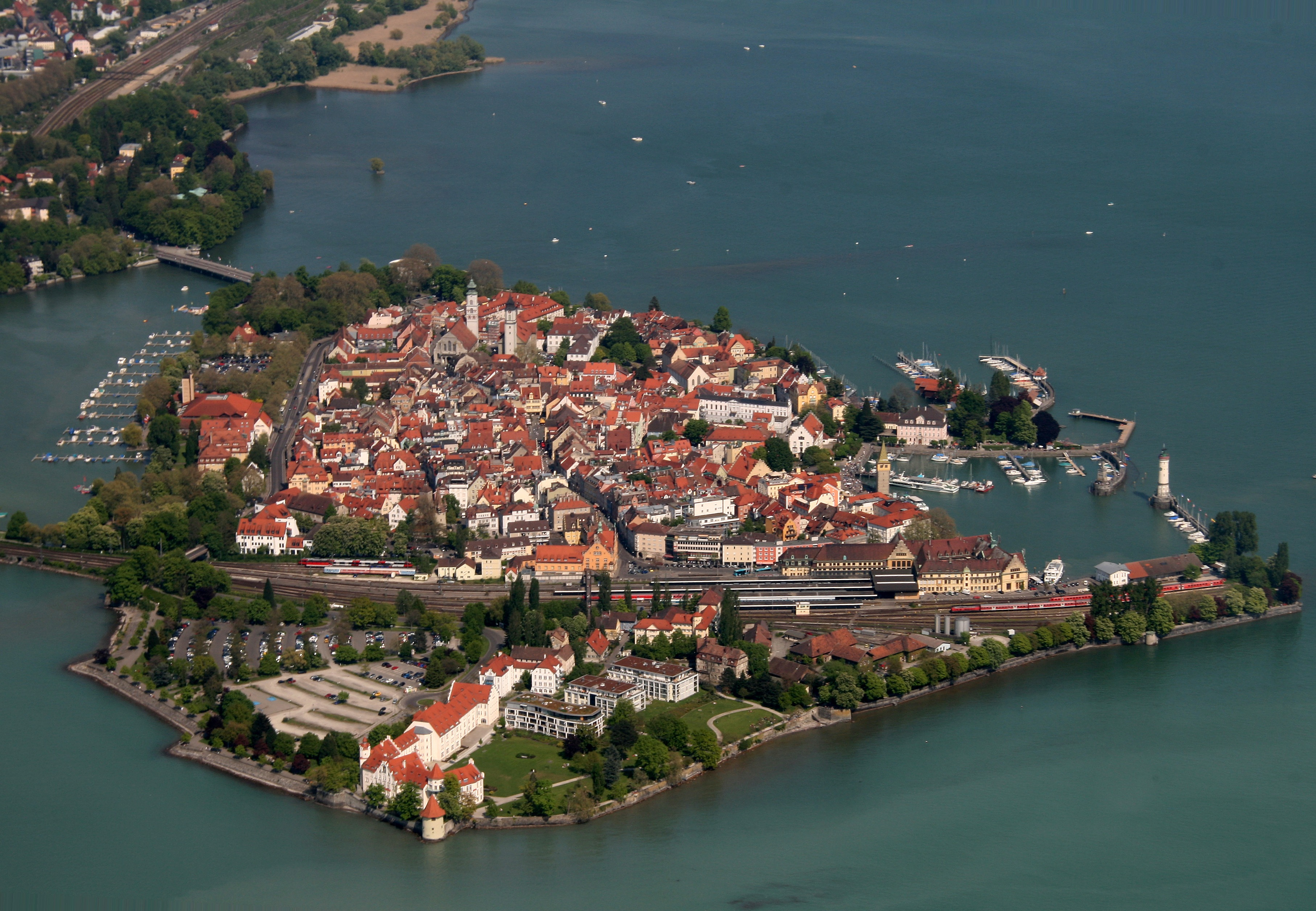
L'île de Lindau.

La vieille ville de Lindau se trouve sur l'île du même nom sur le bord septentrional de l’Obersee. L'île, avec ses 68 hectares, ne représente qu’une infime partie du territoire de la commune actuelle.
L'île de Hoy fait également partie de la commune.

### Quartiers de la ville

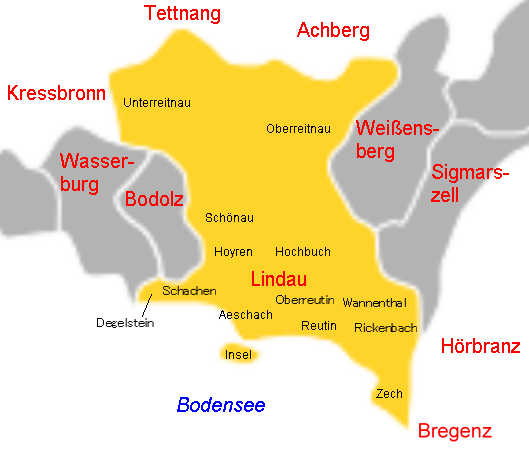
La commune de Lindau et ses quartiers.

- Aeschach
- Hochbuch
- Hoyren
- Île de Lindau (Insel)
- Oberreitnau
- Reutin
- Schachen
- Schönau
- Unterreitnau
- Zech

## Histoire
| Appartenances historiques Saint-Empire (Ville libre) 1274-1803 Archiduché d'Autriche 1804–1805 Électorat de Bavière 1805–1806 Royaume de Bavière 1806–1871 Empire allemand 1871-1918 République de Weimar 1918–1933 Reich allemand 1933–1945 Allemagne occupée 1945–1949 Allemagne de l'Ouest 1949-1990 Allemagne 1990–présent |

### XVIIIesiècle
Le 8 août 1796, eut lieu le combat de Lindau entre la division Laborde de l'armée de Rhin-et-Moselle et le corps autrichien du général Wolf qui voit la victoire des troupes françaises.

### XIXesiècle
En 1802, avec la disparition du Saint-Empire romain germanique, Lindau perd ses privilèges impériaux. Le couvent millénaire des sœurs est sécularisé. En 1804, le prince Charles Auguste de Bretzenheim donne la ville et le couvent à l'Autriche. En 1806, l'Autriche rend la ville, qui est intégrée au Royaume de Bavière.
Le raccordement de Lindau au réseau de liaisons maritimes sur le lac de Constance a lieu en 1824. En 1856, la ville se dote d'un nouveau port et d'un phare, le seul de Bavière.
En 1853, la ville est raccordée au réseau ferroviaire avec la construction d'un pont. Lindau devient le terminus de la ligne Ludwig-Süd-Nord-Bahn (de) qui la relie à Hof, dans le Nord de la Bavière, via Augsbourg et Nuremberg. Une liaison ferroviaire vers Brégence est réalisée en 1872.

### XXesiècle
En 1922, la commune de Lindau, qui ne comprend alors que l'île, est fusionnée avec les localités situées sur la côte (Aeschach, Hoyren et Reutin).
En 1924, Ludwig Siebert devient le premier Oberbürgermeister (maire) du NSDAP de Bavière. Siebert devient ensuite ministre-président de Bavière après l'accession d'Adolf Hitler au pouvoir.
À la fin de la Seconde Guerre mondiale, Lindau est occupée sans combat par les troupes françaises. Après la guerre, l'arrondissement de Lindau est placé dans la zone d'occupation française faisant office de couloir, permettant aux Forces françaises stationnées en Autriche de rejoindre la France en évitant de transiter par la Zone d'occupation américaine toute proche. Il faut attendre l'évacuation des troupes alliées en Autriche, en 1955, pour que ce corridor ne trouve plus d'utilité stratégique et que la ville et son arrondissement soient réintégrés à la Bavière.

## Politique

### Maires de Lindau
- 1861-1868 : Oskar Stobäus
- 1868-1870 : Johannes von Widenmayer
- 1870-1873 : Ludwig Britzelmayr
- 1873-1894 : Oskar von Lossow
- 1894-1919 : Heinrich Schützinger
- 1924–1933 : Ludwig Siebert (BVP, dès 1931: NSDAP)
- 1933-1939 : Fritz Siebert (fils de Ludwig Siebert)
- 1939-1945 : Josef Haas
- 1945 : Franz Eberth
- 1945-1956 : Walter Frisch
- 1956-1964 : Josef Haas
- 1964-1988 : Josef Steurer (sans parti)
- 1988-2000 : Jürgen Müller (Freie Wähler/Wählerinitiative Lindau)
- 2000-2012 : Petra Meier to Bernd-Seidl (sans parti)
- 2012-2020 : Gerhard Ecker (SPD)
- 2020- : Claudia Alfons (sans parti)

### Parlement de la ville
La ville de Lindau est dotée d'un parlement de 30 conseillers élus au système proportionnel pour une durée de six ans. Il ne siège plus sur l’île de Lindau, mais dans le quartier de Reutin.
Après les élections communales de mars 2020, la répartition des sièges est la suivante :
- 6 de la Bunte Liste (liste locale de gauche) ;
- 5 membres de la CSU ;
- 4 du SPD ;
- 3 de la liste Freie Bürgerschaft ;
- 3 des Junge Aktive ;
- 2 de la liste Bürger Union ;
- 2 des Électeurs libres ;
- 2 du FDP ;
- 1 du Parti écologiste-démocrate (ÖDP) ;
- 1 du Lindau Initiative ;
- 1 de l'AfD.

## Jumelage
Lindau est jumelée avec  Chelles (France) depuis 1964.

## Tourisme

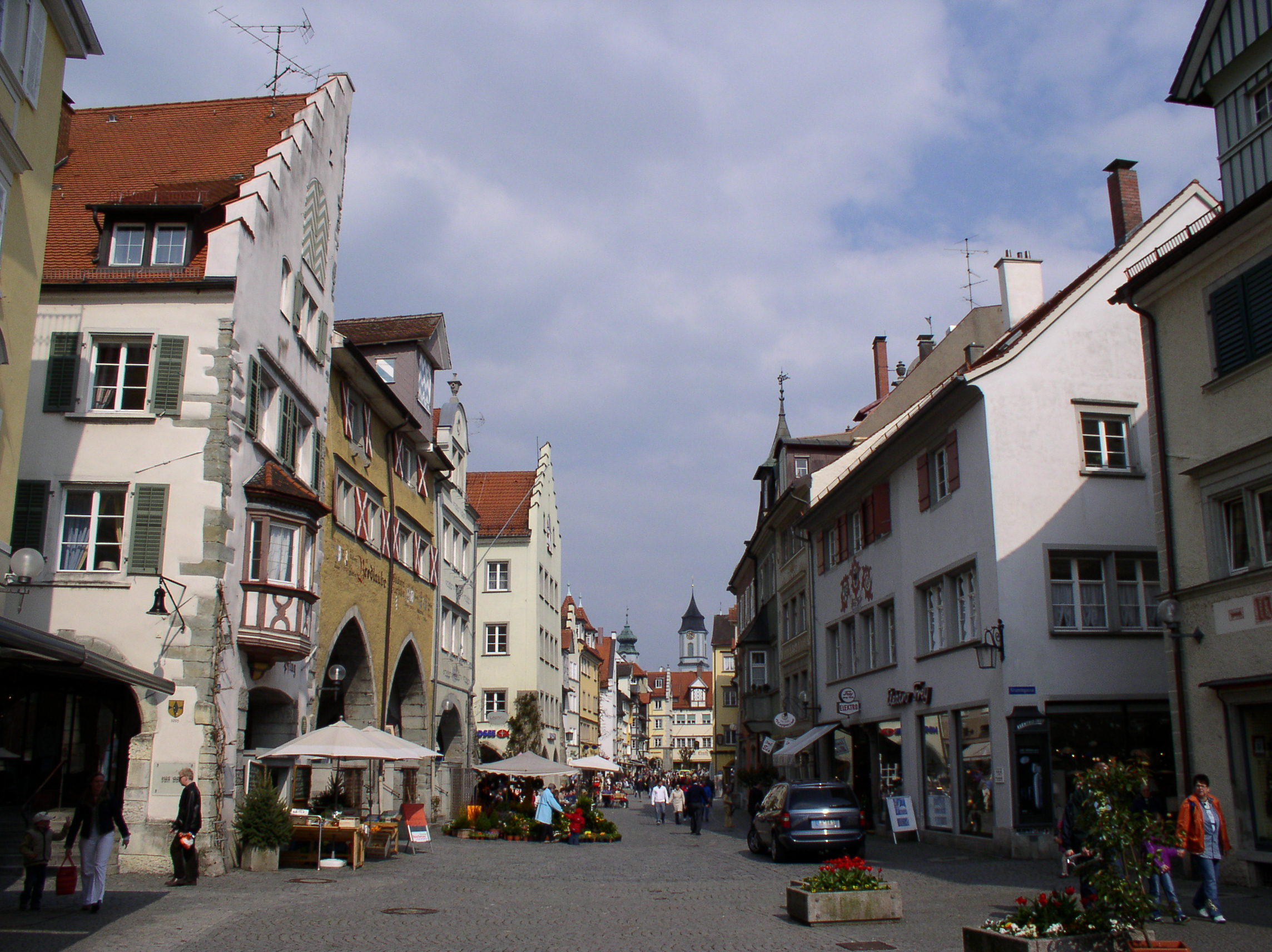
La rue Maximilien, l’une des rues piétonnes de Lindau.

L’essentiel de l’activité touristique de la commune de Lindau se concentre sur Île de Lindau. L'entrée du port est gardée par une monumentale statue en grès de 6 mètres représentant un lion assis, symbole de la Bavière, érigée en 1856 par le sculpteur Johann von Halbig et par un ancien phare de 37 mètres de haut construit au XIIIe siècle.
Durant l'été, il y a beaucoup de touristes. L'atmosphère spéciale de la ville entourée d'eau et même le casino du Land de Bavière attirent beaucoup de monde. Les événements annuels sont les rencontres des lauréats du prix Nobel, des médecins de psychothérapie (Lindauer Psychotherapiewochen) et les Journées des architectes paysagistes (Gartentage Lindau).
Il y a deux routes de vacances qui mènent à ou sortent de Lindau. La Route verte (Europe), en allemand : Grüne Straße, qui commence dans les Vosges à Contrexéville et traverse comme route transfrontalière le Rhin entre Neuf-Brisach et Vieux-Brisach passe dans son itinéraire nord par Meersburg et se termine à Lindau. La Route des Alpes allemandes, en allemand : Deutsche Alpenstraße, commence à Lindau, passe par Garmisch-Partenkirchen, Berchtesgaden et mène vers la petite ville de Marktschellenberg près de Salzbourg.
La route des cyclistes (Bodensee-Radweg) et le chemin des randonneurs autour du lac de Constance (Bodensee-Rundwanderweg) passent par Lindau.
Le théâtre de Lindau est un théâtre uniquement consacré aux marionnettes (cf. : Les Alpes vues du ciel, épisode De l'Allgäu au Montafon).